# Даниїл Мліївський
Даниїл Мліївський (справжнє ім'я – Данило Кушнір) – ктитор (церковний староста, титар) Мліївського Успенського храму, убитий під час одного з релігійних конфліктів, що передували Коліївщині. 
Канонізований Українською Автокефальною Православною Церквою (УАПЦ) першого відродження. Вшановується православними церквами (УПЦ МП, РПЦ та ПЦУ) як святий мученик.
За визначенням Валерія Ластовського, «справа Данила Кушніра перетворилася на легенду і набула символічного значення». 

## Канонічна церковна версія[4]
Данило Кушнір жив у середині XVIII століття. В цей час Правобережжя входило до Речі Посполитої. Намагаючись цілком підкорити короні усі сфери життя українців, окупанти насильно впроваджували католицизм. Так 1766 року у Вільшані зібралась комісія, яка за допомогою війська люто розправилася із православними священиками та мирянами. Багатьох було взято на муки, а то й страчено. Силою зброї храми силоміць передавали католикам.
У селі Мліїв тоді було дві православні церкви – Троїцька й Успенська. Священиками там служили брати Василь і Федір Гдишицькі, які були синами католицького протопопа Афанасія. Услід за батьком вони теж перейшли у католики. Громада села обрала нових священиків: для Троїцького храму – дяка Григорія Шиленка, для Успенського – Григорія Хоминського. Та Гдишицькі не бажали поступатися, і запалала боротьба.
Церковне приладдя та ризи взяв на зберігання Данило Кушнір, який був титарем, тобто церковним старостою, Успенського храму. Він користувався авторитетом, довірою й повагою односельців. Гдишицькі ж заявили, що він усе те вкрав. Про це написали донос Смілянському губернатору Венті. Той наказав закувати титаря у кайдани й посадити у в'язницю Смілянського замку. Було це наприкінці березня 1766 року.
Селяни намагалися визволити свого титаря – навіть пропонували протопопу Гдишицькому викуп. Але той наполягав, щоб Данило Кушнір прийняв греко-католицизм. Тільки за цієї умови погоджувався анулювати свої наклепи. Титар від цього рішуче відмовився. Він закликав селян якнайміцніше триматися від предків успадкованої православної віри, за котру сам готовий витерпіти усі випробування. Тоді Гдишицький витребував від губернатора наказу стратити Кушніра.
У суботу 29 липня його відправили до польського військового обозу, що стояв під Вільшаною, для привселюдної страти. Щоб залякати народ, зігнали населення довколишніх сіл. Кушніру обмотали руки змоченими у смолі коноплями і запалили їх. Далі Гдишицький наказав відтяти йому голову. Тіло мученика поляки спалили. Останки місцеві жителі поховали у викопаному маленькому рівчаку. Наприкінці вересня виставлену на палі голову викрали і передали до Переяславського кафедрального Свято-Вознесенського монастиря, де її поховали.

## Історичні реалії
Успенський храм у Мліїві станом на 1766 рік був у складі Браїльської митрополії Константинопольського Патріархату. Святий Даниїл Мліївський разом з громадою Успенського храму протистояв переведенню храму як до унії, так і до московського патріархату.
Сини уніатського священника Афанасія Гдишицького хотіли стати настоятелями цих храмів і для цього навіть перейшли з унії у православʼя (на момент конфлікту брати Гдишицькі було православними, хоча протягом життя неодноразово переходили із уніатства в православ'я і навпаки). Проте, вони тяжіли до московського патріархату й мали намір перевести ці храми до московського патріархату. Цього аж ніяк не хотіла громада села, тому й обрала собі на священників дяка Григорія Шиленка для Троїцького храму й Григорія Хоминського для Успенського. Їх мали на меті рукоположити у Константинопольському патріархаті.
Ктитор Успенського храму Данило Кушнір передбачаючи, що священник Василь Гдишицький спробує захопити храм, виніс із громадою церковне начиння, зокрема зняв з престолу дарохранильницю. Священик Василь Гдишицький цим скористався й написав донос до місцевої влади, звинувативши ктитаря у богохульстві. Представники місцевого уряду, тоді ще Речі Посполитої, арештували ктитора і віддали до суду.
Пізніше російська церковна пропаганда почала представляти Данила Кушніра як борця суто проти унії. Насправді ж святий мученик Данило Кушнір був вірянином Константинопольського Патріархату і однаково опирався насильному переведенню своєї парафії як до унії, так і до московського патріархату.

## Вшанування
Після страти Данила Кушніра у народі дуже швидко поширилося його шанування, як святого мученика за Христа та Церкву.
З Вільшани останки Данила Кушніра перепоховали у рідний Мліїв. Могила була навпроти Троїцького храму, понад шляхом, біля будинку дяка. На могилі встановили великий дерев'яний хрест на підмурку із цегли, що простояв до 1930-х років.
Мліївчани за свій кошт найняли автора, що на основі архівних матеріалів 1864 року написав невеличку книжечку «Данило Кушнір». Також замовили художнику зобразити його на іконі. 
У 1923-1924 роках в середовищі вірян УАПЦ з Черкащини, зокрема з Мліїва, зʼявилася ініціатива формально канонізувати святого Данила Кушніра, титаря Мліївського. 
Така ж ініціатива виникла у єпископа Володимира Дахівника-Дахівського, який з 1922 році був рукоположений на єпископа для Переяславської церковної округи УАПЦ. Коли він осліджував історію переяславської єпархії, дізнався про святого Данила Кушніра.
У 1925 році єпископ Володимир навіть написав дві церковно-історичні праці: «Подвижник Церкви Української святий преподобномученик Макарій» і «Роля Переяслава в часи унії на Правобережжі і мученик за віру козак Кушнір Данило».
15 червня 1925 року єпископ Переяславський Володимир Дахівник-Дахівський надіслав до Всеукраїнської Православної Церковної Ради план заходів вшанування святого Данила Мліївського на 29 липня 1925 року у Переяславі. За його ідеєю очолити вшанування мав найпочесніший отець-митрополит Василь Липківський. Всеукраїнська Православна Церковна Рада ухвалила рішення, щоб 29 липня 1925 року відбулося велелюдне вшанування на лівобережжі у Переяславі, а у 1926 році – вшанування відбулися на правобережжі у Мліїві, й щоб кожному року Переяслав і Мліїв чергувалися.
29 липня 1925 року у Переяславі відбулося урочисте велелюдне вшанування святого мученика Данила Кушніра, титаря Мліївського. Очолив Божественну Літургію найпочесніший отець-митрополит Київський і всієї України Василь Липківський у співслужінні архієпископа Харківського і Слобожанського Олександра Ярещенка, єпископа Переяславського Володимира Дахівника-Дахівського, єпископа Межигірського і Київщини Григорія Стороженка, єпископа Черкаського та Зіновʼєвського Юхима Калішевського, архієпископа Юрія Міхновського та багатьох священиків УАПЦ, зокрема учасником цього вшанування став настоятель Мліївського Успенського храму протоієрей Микита Кохно. На свято прибули кілька тисяч прочан і вірян УАПЦ з різних куточків України.
Вшанування святого Данила Мліївського за участі архієреїв УАПЦ відбувалися щороку: у 1926, 1928 і 1930 роках у Мліїві, й у 1927, 1929 і 1931 роках у Переяславі.
У 1931 році ОГПУ заборонило участь єпископату УАПЦ (зокрема, митрополиту Харківському і всієї України Івану Павловському, архієпископу Юрію Міхновському, архієпископу Володимиру Самборському, єпископу Конону Бею і єпископу Володимиру Бржосньовському) взяти участь у щорічних вшануваннях мученика Данила Мліївського, які у 1931 році припадали на Переяслав. Тобто, навіть 29 липня 1931 року у Переяславі у Вознесенському соборі відбувалися вшанування мученика Данила Мліївського. Наразі це найпізніша згадка про урочисте вшанування памʼяті святого Данила Кушніра в середовищі УАПЦ першого відродження.
У 1994 році Українська Православна Церква Московського Патріархату також визнала його святим, а 30 листопада 2017 року Архієрейський собор Російської Православної Церкви благословив загальноцерковне вшанування Данила Кушніра під іменем святого мученика Даниїла Черкаського. У 2024 році, рішенням Синоду Православної Церкви України, пам’ять святого мученика Даниїла Мліївського внесено у офіційний календар ПЦУ під 29 липня.

## Образ Данила Кушніра в літературі
Спираючись на народні перекази, Тарас Шевченко увічнив образ титаря у поемі «Гайдамаки» (вперше видано 1841 року). У "Передмові" та "Приписах" (примітках) до поеми Шевченко писав:
"Про те, що діялось на Украйні 1768 року, розказую так, як чув од старих людей; надрюкованого і критикованого нічого не читав, бо, здається, і нема нічого. Галайда вполовину видуманий, а смерть вільшанського титаря правдива, бо ще є люди, которі його знали."

"... титаря ляхи замучили зимою, а не літом". 
Село Кирилівка, в якому народився Т. Г. Шевченко, належало до вільшанського маєтку Енгельгардтів,  тому Тарас мав змогу чути розповіді безпосередніх свідків трагедії. 
Федір Лобода в «Киевской старине» у  1886  р. надрукував «народну» пісню з колекції Платона Лукашевича, начебто списану ним зі збірки 1767 р. :
|  | Да вчинили вражі ляхи У Вільшані славу. Да одтяли Данилу Мліївському главу. Тіло його повеліли Огнем іспалити, Голову його до палі Гвоздем прибити. |